# Philip King
Philip King (30 de octubre de 1904 – 9 de febrero de 1979) fue un dramaturgo y actor inglés. 

## Biografía
Nacido en Beverley, Inglaterra, fue sobre todo conocido por ser autor de la farsa See How They Run (1944). Compaginó su carrera de escritor con la de actor, participando en algunas de sus propias obras. Philip King empezó su carrera de actor con una pequeña compañía de teatro itinerante en el norte de Inglaterra, pasando después a la Repertory Company del Opera House en Harrogate. Allí trabajó también como director, y vio llevada a la escena de manera profesional su primera comedia, Without the Prince, que poco después se representó en el Whitehall Theatre, uno de los Teatros del West End, el 8 de abril de 1940.
En sus actuaciones llevadas a cabo en Londres, King trabajó con conocidos intérpretes como Sid Field, Frances Day y Hugh Wakefield y, a pesar de su éxito como escritor, siempre fue la actuación su primera vocación.
Fue miembro entusiasta de la escuela de verano de los Swanwick writers, formando parte de su comité en 1973.
Philip King falleció en 1979 en Brighton, Inglaterra.

## Obra literaria

### Como único autor
- 1939 : Without The Prince
- 1944 : Moon Madness
- 1944 : See How They Run
- 1949 : On Monday Next
- 1956 : Serious Charge
- 1959 : Milk And Honey
- 1961 : Pools Paradise
- 1962 : As Black As She's Painted
- 1962 : How Are You, Johnnie
- 1968 : So Far ... No Further
- 1966 : I'll Get My Man
- 1970 : Go Bang Your Tambourine

### ConFalkland Cary
- 1941 : Crystal Clear
- 1955 : Sailor Beware!
- 1957 : The Dream House
- 1958 : An Air For Murder
- 1960 : Watch it, Sailor!
- 1962 : Rock-A-Bye, Sailor!
- 1964 : Big Bad Mouse
- Fecha desconocida : Wife Required y Housekeeper Wanted

### Con John Boland
- 1973 : Murder In Company
- 1975 : Who Says Murder
- 1975 : Elementary, My Dear

### Con otros
- 1951 : Here We Come Gathering (con Anthony Armstrong[2])
- 1959 : The Lonesome Road (con Robin Maugham)
- 1971 : Dark Lucy (con Parnell Bradbury)

## Filmografía
- 1952 : Curtain Up, de Ralph Smart
- 1955 : See How They Run, de Leslie Arliss
- 1956 : Sailor Beware!, de Gordon Parry
- 1959 : Serious Charge, de Terence Young
- 1961 : Watch it, Sailor!, de Wolf Rilla
- 1962 : Sømænd og svigermødre, de Bent Christensen